# Assemblée provinciale du Baloutchistan
12e législature
Quetta
L'Assemblée provinciale du Baloutchistan (en ourdou :  صوبائی اسمبلی بلوچستان) est la chambre monocamérale de la province pakistanaise du Baloutchistan qui rassemble les élus des circonscriptions locales. Elle est l'une des quatre assemblées provinciales du Pakistan et siège à Quetta, et est la plus petite.
Dans le cadre d'une organisation fédérale de l’État, elle dispose de certains pouvoirs législatifs et budgétaires et élit son ministre en chef (Chief minister) qui dirige le gouvernement local. Son histoire a notamment été influencée par les forces politiques liées aux deux principales ethnies de la province, à savoir les Baloutches vivant au sud et les Pachtounes au nord.

## Fonctionnement et pouvoirs

### Fonctionnement
Tout comme les autres assemblées provinciales, les députés du Baloutchistan sont élus au suffrage universel direct uninominal majoritaire à un tour pour un mandat de cinq ans. C'est-à-dire que le candidat gagnant est celui qui remporte le plus de voix dans sa circonscription, à l'issue d'un unique tour, sans avoir donc à remporter de majorité absolue. Les sièges réservés sont élus par les autres membres élus, par scrutin de liste avec représentation proportionnelle. La Constitution prévoit qu'en cas de vacance d'un siège, pour des causes de mort, démission ou disqualification d'un élu, des élections partielles doivent être tenues dans la circonscription concernée dans un délai de soixante jours.
Tout comme pour l'Assemblée nationale, le mandat des députés du Baloutchistan est de cinq ans à compter de la première réunion. Les assemblées peuvent être dissoutes par les gouverneurs, sur le conseil du ministre en chef de chaque province. Le gouverneur peut aussi toutefois dissoudre l'Assemblée à sa discrétion si une motion de censure est passée contre le ministre en chef et que l'Assemblée est incapable d'élire un autre de ses membres en remplacement.

### Pouvoirs
Le premier pouvoir de l'assemblée est l'élection de sa direction. Lors de la première réunion, les députés élisent le président de le vice-président de la chambre (Speaker et Deputy Speaker), puis le ministre en chef, qui est le chef de l'Assemblée et le chef d'un gouvernement qu'il nomme. Chaque groupe politique désigne également son leader, et les partis d'opposition élisent un chef de l'opposition. L'Assemblée peut également voter une mention de censure contre le ministre en chef et son gouvernement. L'Assemblée a le pouvoir de passer des lois dans les limites de ses compétences prévues par la Constitution, et votent le budget de la province.

## Composition
Le Pakistan compte un total de 728 députés provinciaux répartis dans les quatre assemblée correspondant aux quatre provinces du pays : l'assemblée provinciale du Baloutchistan siégeant à Quetta avec 65 membres est la plus petite des quatre
Sur ces 65 députés, seuls 51 sont élus directement, 11 étant réservés à des femmes et 3 à des minorités religieuses.

### Législature 2018-2023

Composition de l'Assemblée provinciale du Baloutchistan après les élections de 2018.

| Partis                                | Sièges réservés |
| ------------------------------------- | --------------- |
| Parti baloutche Awami                 | 20              |
| Muttahida Majlis-e-Amal               | 10              |
| Parti national baloutche              | 10              |
| Mouvement du Pakistan pour la justice | 7               |
| Parti national Awami                  | 4               |
| Parti national baloutche (Awami)      | 3               |
| Pashtunkhwa Milli Awami               | 1               |
| Jamhoori Wattan                       | 1               |
| Ligue musulmane du Pakistan (N)       | 1               |
| Indépendants                          | 4               |
| Postes vacants                        | 3               |
| Total                                 | 65              |

### Législature 2013-2018

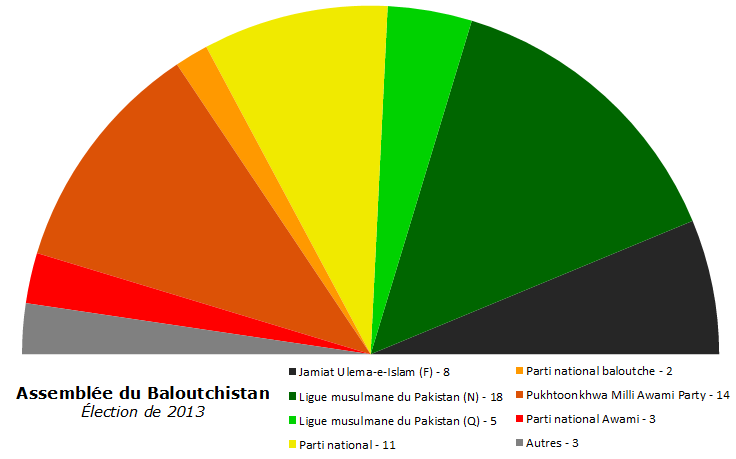
Composition de l'Assemblée provinciale du Baloutchistan après les élections de 2013.

Après les élections législatives de 2013, l'Assemblée est dominée par une coalition entre la Ligue musulmane du Pakistan (N), le Pashtunkhwa Milli Awami qui représente les Pachtounes vivant au nord de la province, et le Parti national qui représente les Baloutches vivant au sud. Abdul Malik Baloch, le dirigeant du Parti national, est alors devenu le ministre en chef de la province selon un accord qui lui confère la première moitié du mandat. Il est ensuite remplacé par Sanaullah Zehri mais celui-ci ne parvient pas à terminer le mandat, la coalition éclatant quelques mois avant
| Partis                                             | Élus | Sièges réservés et ralliement | Total |
| -------------------------------------------------- | ---- | ----------------------------- | ----- |
| Ligue musulmane du Pakistan (N)                    | 8    | 10                            | 18    |
| Pashtunkhwa Milli Awami                            | 11   | 3                             | 14    |
| Parti national                                     | 6    | 5                             | 11    |
| Jamiat Ulema-e-Islam (F)                           | 4    | 4                             | 8     |
| Ligue musulmane du Pakistan (Q)                    | 4    | 1                             | 5     |
| Parti national Awami                               | 3    | 0                             | 3     |
| Parti national baloutche (Mengal)                  | 2    | 0                             | 2     |
| Parti national baloutche (Awami)                   | 1    | 0                             | 1     |
| Majlis-E-Wahdat-E-Muslimeen Pakistan               | 1    | 0                             | 1     |
| Jamote Qaumi Movement                              | 1    | 0                             | 1     |
| Indépendants                                       | 9    | -9                            | 0     |
| Total                                              | 50   | 14                            | 64    |
| Source : site officiel de l'Assemblée provinciale, |      |                               |       |